# Transskription af oprindelige australske sprog
Før europæerne ankom, havde de oprindelige australske sprog udelukkende været talesprog uden skriftsystem. I stedet anvendtes kolonisternes latinske alfabet til at nedskrive de oprindelige australske sprog, men detaljerne om, hvordan lydene skulle repræsenteres har varieret over tid og fra forfatter til forfatter, hvilket nogle gange har givet meget forskellige stavemåder for det samme ord eller navn.

## Tidlige forsøg på at nedskrivning af sprogene
I begyndelsen blev de australske sprog skrevet ud fra engelske stavningsregler, som nu skribenten hørte det. Det betød, at lyde, der kunne skelnes på australske sprog, men ikke på engelsk, blev nedskrevet på samme måde, mens på den anden side lyde, der var allofoner på australske sprog, men forskellige på engelsk, blev nedskrevet forskelligt.
De fleste oprindelige australske ord, der anvendes på engelsk, følger disse tidlige konventioner, og derfor giver de normalt ikke nogen særlig god ide om, hvordan ordet blev udtalt oprindeligt.
| Sprog           | Betydning | Tidlig stavning             | Moderne stavning  | Udtale (IPA) | Noter |
| --------------- | --------- | --------------------------- | ----------------- | ------------ | --- |
| Guugu Yimidhirr | “tunge”   | unjar (1770) ngandar (1901) | nganhdhaar (1979) | [ŋan̪d̪aːɻ]    | Tidlig stavning manglede ind imellem det indledende [ŋ] og manglede en klar skelnen mellem dentale konsonanter.                     |
| Gamilaraay      | “honning” | wuddul (1903)               | warrul (1993)     | [waɾul]      | Tidlig stavning kunne mangle en klar skelnen mellem [ɾ] og [d], som på engelsk er allofoner, men er forskellige i australske sprog. |

Skribenter med større lingvistisk forståelse brugte sommetider symboler som ŋ eller ġ for /ŋ/, ñ for /ɲ/, accenter som streger eller cirkumfleks for at markere lange vokaler og (˘) for korte vokaler, men de blev ofte ikke brugt konsistent.

## Moderne praktisk ortografi
Lingvister, der arbejder med australske sprog nutildags, bruger med vilje utvetydige fonemiske ortografier, hvor hvert talt ord kan skrives på netop én måde, og hvert skrevet ord kan læses på kun én måde.
Normalt, men ikke altid, bruger praktiske ortografier blot bogstaverne i det basale latinske alfabet. Dette kræver anvendelsen af digrafer for lyde, der ikke har et sådant standardbogstav. I nogle tilfælde kan det føre til flertydigheder, for eksempel hvor den enkeltstående lyd /ŋ/ og konsonantsammensætningen /ng/ begge kan skrives som ng. I så fald skelner man normalt ved at skrive sammensætningen som n.g (altså med et punktum i midten), n'g (med indsat apostrof) eller nk.

### Vokaler og halvvokaler
De fleste australske sprog skelner kun mellem tre vokaler, i, a og u. Selv om de ind imellem kan lyde som e eller o, er der ikke noget skrevet e eller o. F.eks. udtales Martuthunira-ordet wirrirri ("flamme") omtrent werrerree [weɾeɾɪ]. Lange vokaler repræsenteres med dobbeltbogstaver, f.eks. ii /iː/, aa /aː/ og uu /uː/.
Halvvokalerne w og y udtales normalt på samme måde som på engelsk. I nogle sprog udtales w ikke foran u og y ikke foran i, men af forskellige grunde kan en lingvist stadig finde på at skrive dem. På Gamilaraay udtales yinarr ("kvinde") faktisk inarr [inar].
En gruppe sprog har en dental halvvokal, der skrives yh (se Stemte konsonanter nedenfor).

## Rullelyde
De fleste australske sprog har to rullelyde (r-lignende) lyde: en retroflex approximant som i amerikansk-engelsk, der skrives r, og en trillelyd eller smæk-lyd (som begge findes i spansk), skrevet rr.
I sprog, der kun har den ene af de to r-lyde, skrives den blot som r.

## Stemte konsonanter
De bilabiale, velare og alveolare konsonanter skrives normalt på samme måde som på engelsk, f.eks. p /p/, b /b/, m /m/, k /k/, g /ɡ/, ng /ŋ/, t /t/, d /d/, n /n/, l /l/. Ng kan også skrives ved hjælp af det ikke-engelske tegn ŋ, kaldet eng. Bemærk, at ng lyder som ng i det engelske singer, ikke finger; sidstnævnte lyd ville være skrevet som ngg.
Palatale konsonanter repræsenteres af en digraf bestående af en alveolar + j, f.eks. tj /c/, dj /ɟ/, nj /ɲ/, lj /ʎ/. J enkeltstående kan også bruges i stedet for dj, og ny kan bruges i stedet for nj.
Dentale konsonanter repræsenteres af en digraf bestående af r + en alveolar, f.eks. rt /ʈ/, rd /ɖ/, rn /ɳ/, rl /ɭ/.
En håndfuld sprog har palato-velare konsonanter, en mellemting mellem palatale og velare. Fro Yanyuwa skrives de yk /ɡ̟/, nyk /ⁿɡ̟/ (en prænasal klusil — se Prænasalering nedenfor), nyng /ŋ̟/.

### Stemte klusiler
De fleste australske sprog skelner ikke mellem stemte og ustemte klusiler, så f.eks. t og d begge forekommer som varianter af samme lyd. Både den stemte og den ustemte allofon skrives normalt på samme måde, men hvor vidt man bruger det stemte eller det ustemte symbol varierer afhængigt af, hvilket der forekommer oftest på sproget. Nogle sprog er skrevet med det stemte symbol af én lingvist og med det ustemte af en anden. Nogle lingvister bruger oven i købet ustemte symboler for nogle konsonanter og stemte for andre i et sprog.
Der findes dog også sprog, der skelner mellem stemte og ustemte klusiler.

### Prænasalering
Nogle sprog har prænasale konsonanter, som er klusiler med foranstillede nasaler, og som betragtes som én konsonant. I Yanyuwa skrives de mb /mb/, ngk /ŋɡ/, nj /ɲɟ/, nth /ⁿd̪/, nd /ⁿd/, rnd /ɳɖ/.

### Citerede referencer
1. ↑  James Cook: The Journals of Captain James Cook (1955)
2. ↑  Walter E. Roth: The structure of the Koko-Yimidir language (1901)
3. ↑  John Haviland: Guugu Yimidhirr Sketch Grammar, i: R. M. W. Dixon and B. Blake: Handbook of Australian Languages Vol I (1979)
4. ↑  R. H. Mathews: Languages of the Kamilaroi and Other Aboriginal Tribes of New South Wales, i: "The Journal of the Anthropological Institute of Great Britain and Ireland", vol. 33 (1903)
5. ↑  Peter Austin: A Reference Dictionary of Gamilaraay, northern New South Wales Arkiveret 28. februar 2011 hos  Wayback Machine (1993)
6. 1 2  John Bradley og Jean Kirton: Yanyuwa Wuka: language from Yanyuwa country Arkiveret 22. december 2005 hos  Wayback Machine (1992) , uudgivet

### Generelle referencer
- R. M. W. Dixon: Australian Languages: Their Nature and Development (2002) ISBN 0521473780
- William McGregor: The Languages of the Kimberley, Western Australia (2004)